# Anne Kihlström
Anne Margret Kihlström Salomonsson, född 21 december 1955, är en svensk sångerska. Tillsammans med Paul Sahlin deltog hon i den svenska Melodifestivalen 1987 med melodin Ung och evig, som missade slutomröstningen.
Anne Kihlström började sjunga professionellt 1975, då i ett turnerande dansband. 1978 träffade hon Bruno Glenmark, och ett samarbete inleddes som resulterade i skivan Pröva Mina Vingar, på vilken bl.a. Anders Glenmark var låtskrivare.
Härefter följde en mängd radio- och TV-program såsom Nygammalt, NattCafé, Café Norrköping, Hallå Sverige samt Country från Lorry, med Alf Robertson som programledare. Här medverkade även en ung Carola Häggkvist.
Kihlström turnerade ca ett år med Magnus kvintett från Mariestad. Nu började man arbeta på en ny skiva hos Glenmarks, men samarbetet avbröts. Anne Kihlström flyttade till Stockholm och turnerade med Country Circus,. Detta resulterade i två album och blev det året den mest bokade akten i parkerna. Samtidigt utnämndes hon till Sveriges bästa countrysångerska av en känd trucking-tidning.1982 träffade Anne Kihlström Örjan Englund och ett mångårigt samarbete började. 1984 spelades albumet Förgät mig ej in på Montezuma Records, gavs ut av Scranta Music,,dvs Sten och Ebbe Nilsson. Därefter fortsatte Anne Kihlström och Örjan Englund sitt samarbete på Eagle Records, vilka producerade albumet Stjärnfall 1985. 1987 kom även Höstens första dag, med låtarna "Ung och Evig" samt "Det stormar inte mer", båda svensktoppsplacerade. 
Anne Kihlström var en av de ledande countryartisterna under 20 år. Hon turnerade även landet runt med sin egen orkester, Anne Kihlström orkester, 1986–94. 1993 sjöng hon in fyra låtar på en samlingsskiva med sverigeeliten i countrymusik, Country Time, som Janne Lindgren och Lennart Karlsmyr producerade. 1998 arbetade hon åter med Örjan Englund med samlingen Gamla vänner nya sånger, där hon sjunger en låt, Det bästa jag har.
2011 medverkade hon på CD-skivan Till Alf Robertson med kärlek, till Alf Robertsons minne, med låten "Hold back the dawn" tillsammans med den kvinnliga countryeliten i Sverige. Detta är ett samarbete med Göran Floda Lomaeus och Thomas Haglund. Hon har även sjungit in duetten A Violin That Never Has Been Played med Christer Sjögren på hans cd Kramgoa låtar 2011 Allt ute sommaren 2011. 

## Melodier på Svensktoppen och Skivstafetten
- Pröva mina vingar - 1978
- Jag önskar att jag kunde flyga - 1979
- Förgät mig ej
- Minns du vad vi bruka göra - (med Mats Rådberg)
- Ung och evig - 1987 (med Paul Sahlin)
- Det stormar inte mer - 1987

### Testades på Svensktoppen men missade listan
- I min dröm - 1979
- Det bästa jag har - 1999

### Egna album
- Pröva mina vingar - 1978
- Förgät mig ej - 1984
- Stjärnfall - 1985
- Höstens första dag - 1987

### Tillsammans med andra
- Country Circus 1 + 2 -1982-83
- Duetter med Mats Rådberg och Rankarna på skivan”Det är inte lätt att va ödmjuk”

” Minns du va vi bruka göra”( svensktoppsplacerad) och”Du har bekymmer( samma här)1983
- Country Time - 1993
- Gamla vänner nya sånger - 1998

- Till Alf Robertson Med Kärlek - 2011
- ”A violin that never has been played” duett med Christer Sjögren från hans ”Kramgoa låtar 2011”